# Annamyia maren
Annamyia maren är en tvåvingeart som beskrevs av Pritchard 1941. Annamyia maren ingår i släktet Annamyia och familjen rovflugor. Inga underarter finns listade i Catalogue of Life.